# Typocaeta camerunica
Typocaeta camerunica är en skalbaggsart som beskrevs av Teocchi 1997. Typocaeta camerunica ingår i släktet Typocaeta och familjen långhorningar. Inga underarter finns listade i Catalogue of Life.